# Жаріков Микола Леонідович

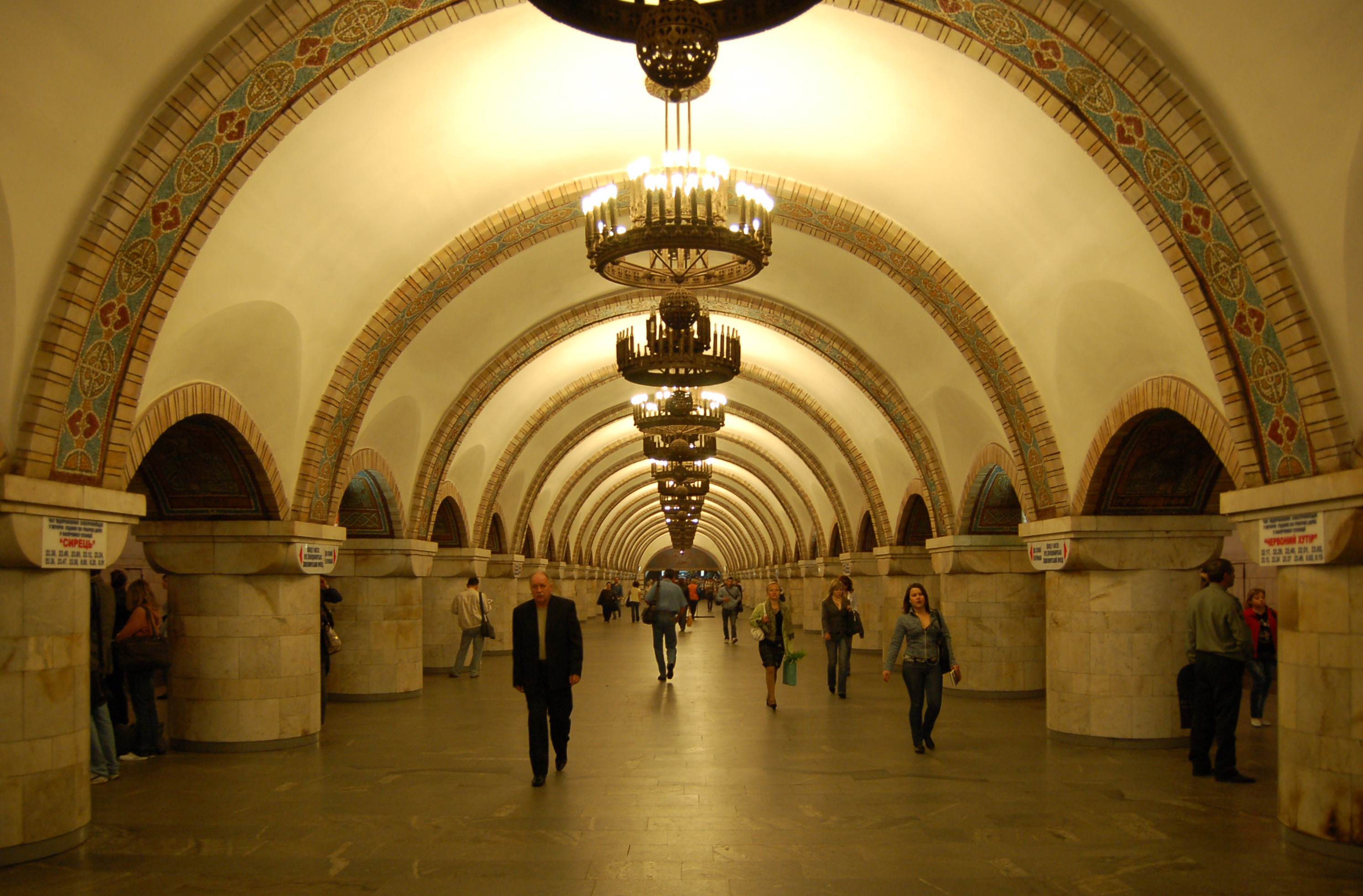
Станція метро «Золоті ворота» — одна з десяти найгарніших у світі

Мико́ла Леоні́дович Жа́ріков (нар. 7 листопада 1931, Слов'янськ, Донецька область) — український архітектор, член Національної спілки архітекторів України, народний архітектор України, дійсний член Української академії архітектури.

## Життєпис
Народився 7 листопада 1931 в Слов'янську. Пережив німецьку окупацію міста.
У 1954, під час навчання у Харківському інженерно-будівельному інституті, проходив будівельну практику у Києві, будуючи школу на вулиці Лютеранській, 10.
У 1956 закінчив Харківський інженерно-будівельний інститут. Після закінчення інституту за розподілом поїхав працювати у Запоріжжя.
З 1964 працював в Запоріжжі директором Запорізької філії Інституту «Укрміськбудпроект».
Влітку 1978 переїхав до Києва. У 1978—1987 — перший заступник голови Держбуду України, в 1987—1992 — головний архітектор Києва, в 1992—1993 — президент Міжнародного архітектурного центру «Золота брама», в 1993—1996 — заступник начальника Київголовархітектури, з 1996 — керівник персональної творчої майстерні «М. Жаріков».
Є автором книги «Мої майдани», численних публікацій з проблем забудови Києва та збереження історичного середовища, головний редактор чотиритомника «Памятники градостроительства и архитектуры Украинской ССР» (1983—1986, російською мовою), співголова Громадського комітету захисту архітектури Києва, член Громадської ради сприяння підготовці інфраструктури центру міста Києва до ЄВРО-2012.

## Основні праці
- Перший мікрорайон «Космічний» у Запоріжжі (1959).
- Проєкт створення та забудови Жовтневої площі у Запоріжжі (1960-і).
- Проєкти забудови та реконструкції площ Вокзальної, Пушкіна, Чекістів у Запоріжжі (1960-і).
- Проєкт детального планування центрів міст Запоріжжя та Путивля (1968—1982).
- Пам'ятник Леніну у місті Бердянськ (1960-і).
- Будівлі проєктного інституту «Запоріжцивільпроект» (1975), Будбанку (1976) у Запоріжжі.
- Проєкт Музейного комплексу оборони Севастополя у 1942—1943 (1981).
- Проєкт лікарні на ст. Ургал (БАМ, 1976).
- Проєкт музею «Кам'яна могила» під Мелітополем (1973),
- База відпочинку в Бердянську (1977).

### У Києві
- Ескізні проєкти забудови центру житлового району Оболонь, проспекту Миколи Бажана, мікрорайону по вулиці Юлії Здановської,
- Західна привокзальна площа біля станції Київ-Пасажирський,
- Забудова вулиці Лайоша Гавро житловими комплексами серії АППС (1988).
- Станція метро «Золоті ворота» (1989),
- Посольство Російської Федерації (1993).
- Готельно-офісний центр по вулиці Раїси Окіпної (1990),
- Меморіальний комплекс пам'яті жертв Чорнобиля у сквері біля Нагірної вулиці (1991—2006),
- Пам'ятник і каплиця св. Андрія Первозванного (2003),
- Офісний будинок та офісно-готельний комплекс по Госпітальній вулиці.

### Участь у конкурсах
Микола Жаріков — учасник понад 50 українських та міжнародних архітектурних конкурсів, серед яких:
- Історико-культурний комплекс музею запорізького козацтва на острові Хортиця (1-а премія, 1973).
- Пам'ятник Перемоги на Поклонній горі у Москві (1990).
- Завершення забудови центральної частини району Оболонь (2-а премія, 1987).
- Реконструкція Музею Тараса Шевченка у Каневі (2-а премія. 1988).
- Відновлення церкви Богородиці Пирогощої у Києві (1-а премія, 1989).
- Музей бойової Слави та обеліск Місту-герою у Керчі (1-а премія, 1986).
- забудова території вздовж лінії метро на Подолі (1-а премія, 1997),
- Монумент Незалежності України у Києві (1996—1999),
- забудова Європейської площі в Києві (2-а премія, 1998),
- Парк Свободи у Преторії, ПАР (2002).
- Монумент Соборності України у Києві, Чернігові. Севастополі (2004),
- Монумент Голодомору (2003—2006).

Автор пам'ятнику Гетьману Сагайдачному у Києві на Контрактовій площі, надгробків Степану Турчаку (1996) та Вадиму Гетьману (1999) на Байковому кладовищі у Києві.

## Відзнаки
Заслужений архітектор УРСР (1987), лауреат Державної премії України за архітектуру станції метро «Золоті ворота» (1991), народний архітектор України (2004).